# ویکتوریا نرسسیان
ویکتوریا نرسسیان (ارمنی: Վիկտորիա Ներսիսեան؛ انگلیسی: Victoria Nerssesian با نام هنری ویکتوریا (زاده ۱۹۳۷) یک بازیگر ارمنی‌های ایران است. وی بین سال‌های ۱۹۶۲ تا ۱۹۷۳ میلادی (۱۳۴۱–۱۳۵۲) فعالیت می‌کرد.

## زندگی‌نامه
ویکتوریا نرسسیان در سال ۱۹۳۷ میلادی (۱۳۱۶ خورشیدی) در شهر روستوف در فدراتیو روسیه زاده شد و هنگامی که ۱۴ سال داشت به همراه خانواده به ایران مهاجرت کرد.
وی در سال ۱۹۶۲ (۱۳۴۱) نخستین فیلمش را با نام سوداگران مرگ به کارگردانی ناصر ملک‌مطیعی بازی کرد. او با آن که ارمنی بود تنها دو بار با کارگردانان ارمنی در فیلم‌های سرسام (ساموئل خاچیکیان، ۱۳۴۴/۱۹۶۵) و یاقوت سه چشم (آرامائیس آقامالیان، ۱۳۴۹/۱۹۶۰) همکاری نمود. کمینگاه شیطان (نظام فاطمی، ۱۳۴۳/۱۹۶۴)، سلطان قلب‌ها (محمدعلی فردین، ۱۳۴۷/۱۹۶۸) و لیلی و مجنون (سیامک یاسمی، ۱۳۴۹/۱۹۶۰) از دیگر فیلم‌های قابل توجه اش به‌شمار می‌آیند. آخرین فیلمش را در سال ۱۹۷۱ (۱۳۵۰) با نام دو کبوتر (ایرج فاطمی) بازی کرد که به نمایش در نیامد. از دهه ۱۹۷۰ (دهه ۱۳۵۰) به بعد دیگر در هیچ فیلمی حضور نیافت.

## فیلم‌شناسی
- دو کبوتر (۱۳۵۲)
- شب عروسی (۱۳۵۰)
- بابا کرم (۱۳۴۹)
- پسر زاینده‌رود (۱۳۴۹)
- جوانی هم عالمی دارد (۱۳۴۹)
- دختر ظالم بلا (۱۳۴۹)
- لیلی و مجنون (۱۳۴۹ سیامک یاسمی)
- یاقوت سه چشم (۱۳۴۹ آرامائیس آقامالیان)
- دنیای تاریک (۱۳۴۸)
- زن وحشی وحشی (۱۳۴۸)
- عشق کولی (۱۳۴۸)
- قاتلین هم می‌گریند (۱۳۴۸)
- مالک دوزخ (۱۳۴۸)
- معجزه قلب‌ها (۱۳۴۸)
- جنجال پول (۱۳۴۷)
- سلطان قلب‌ها (۱۳۴۷ محمدعلی فردین)
- ببر کوهستان (۱۳۴۴)
- دنیای پول (۱۳۴۴)
- سرسام (۱۳۴۴ ساموئل خاچیکیان)
- اشک یتیم (۱۳۴۳)
- ببر رینگ (۱۳۴۳)
- چهار تا شیطون (۱۳۴۳)
- کمینگاه شیطان (۱۳۴۳ نظام فاطمی)
- تار عنکبوت (۱۳۴۲)
- انتقام روح (۱۳۴۱)
- سوداگران مرگ (۱۳۴۱)

## نگارخانه